# آلبوم رو به انتشار لانا دل ری
دهمین آلبوم استودیویی خواننده-سرای آمریکایی لانا دل ری است قرار است به‌وسیلهٔ اینترسکوپ رکوردز و پالیدور رکوردز منتشر شود. انتظار می‌رود این پروژه شامل عناصر موسیقی کانتری باشد. «هنری، بیخیال» تک‌آهنگ آغازین آن بود که در ۱۱ آوریل ۲۰۲۵ منتشر شد.